# 市立名古屋動物園
市立名古屋動物園（しりつなごやどうぶつえん）は、かつて愛知県名古屋市の鶴舞公園に存在した動物園。動物商である今泉七五郎が経営していた私立動物園を前身として1918年に鶴舞公園附属動物園として開園し、1937年に東山公園に移転して東山動物園となるまで約19年間存在した。敷地は鶴舞公園の南西部にあり、敷地面積は1.2ヘクタールだった。動物園では最大で250種800点の動物が飼育されていた。

## 歴史

### 背景
1890年（明治23年）に動物商であった今泉七五郎によって当時の名古屋市中区前津町に個人で集めた動物や植物を展示する今泉動物園（後に浪越教育動植物苑〈なごやきょういくどうしょくぶつえん〉に改名）が設立された。当初はキツネやタヌキ、ウサギやイヌといった動物のみを飼育していたが、1906年（明治39年）には愛知博物館からクマやツルなどの動物の飼育を委託されるなど次第に飼育数を増やした。1910年（明治43年）には大須門前町に移転され、ライオンやトラ、サルといった動物が展示された。動植物苑は名古屋市からの支援を受け、1910年には300円だった補助金は増額を続け、1915年（大正4年）には1600円となった。しかし、後継者不足や、悪臭に対する苦情が生じ、1918年（大正7年）3月に今泉は動植物苑で飼育していたすべての動物や魚類481点を名古屋市に寄付した。
当時、すでに東京と京都にはそれぞれ恩賜上野動物園と京都市動物園があり、1915年1月には大阪に天王寺動物園が開園していた。そのような中で、名古屋市では動物園建設の機運が高まっていた。1915年2月には名古屋市長に対して動物園の設置を求める意見書が提出され、2月27日に名古屋市会は満場一致でこれを採択し、名古屋市長であった阪本釤之助に以下の要望を行った
この要望に基づき、市は1915年度一般会計歳出予算臨時部に動物園の新設費用として52,000円を計上したが、予算市会においては33,685円に減額され、委員からは動物園の設置は時期尚早であるとする意見や、市の財政がひっ迫していること、公園内に動物園を設置することへの異論が出た。その後行われた採決の結果、賛成多数で予算は可決された。1916年度予算でもおよそ29,000円が、追加予算として12,000円が計上され、動物園の設置工事が始まった。1917年4月には浪越教育動植物苑を市営とする案が採択された。

### 開園

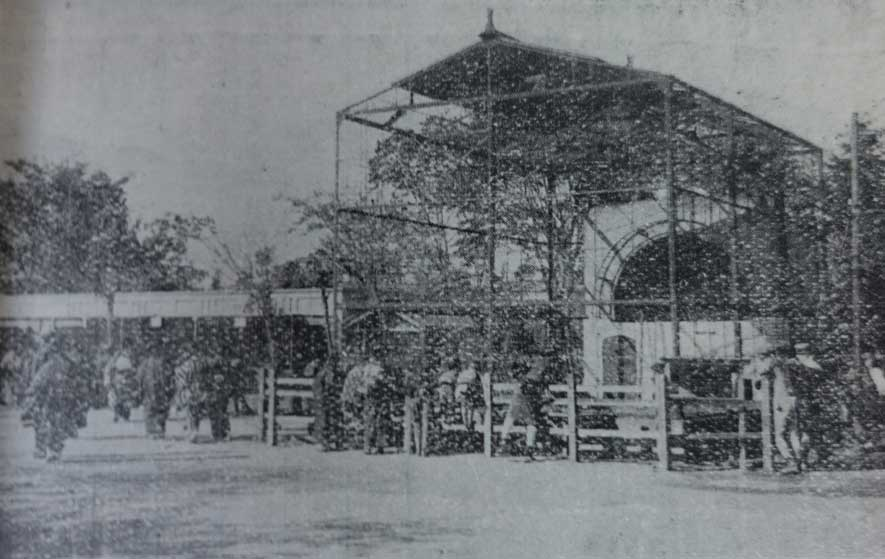
動物園にあった猿放養舎

今泉からの動物の寄付を受け、名古屋市は1918年4月1日に鶴舞公園内に鶴舞公園附属動物園を開園した。4月20日には鶴舞公園内にある聞天閣で開園式が行われ、愛知県知事のほか、新聞社の社長や市会議員らが出席した。初年度の入園者は547,483名と好評であり、1919年（大正8年）からは夜間開園も開始された。夜間開園は夏季の1ヶ月間に行われ、午後10時30分まで開園されていた。
当初の動物園では園長が置かれておらず、鶴舞公園事務所長が動物園も統括していた。1923年（大正12年）4月1日に鶴舞公園事務所が廃止されると、事務所長を務めていた岩田重義が初代園長に就任した。しかし、岩田は同年12月に依願免職した。これにかわって大阪の天王寺動物園で勤務していた獣医であり、1923年から動物園で技手として勤務していた北王英一が園長代理に就任した。その後、1927年（昭和2年）12月14日に北王が正式に園長に就任した。
動物園は教育活動を積極的に展開しており、1927年3月には「動物愛護思想を涵養する」ことを目的として「兎に関する趣味の展覧会」を動物園を第一会場に、公園内にある市立図書館を第二会場として開催した。1928年（昭和3年）には鶴舞公園で行われた御大典奉祝名古屋博覧会に動物園も会場として組み込まれ、臨時で家畜館や小鳥館が整備された。博覧会は9月15日から12月30日まで行われ、会期中に動物園の入園者はおよそ155万を数えた。
1929年（昭和4年）には鶴舞公園附属動物園から市立名古屋動物園に改称され、鶴舞公園から組織として独立した。同時に入園料が大人5銭、子ども3銭から大人10銭、子ども5銭に変更された。
1932年（昭和7年）には日本で初めての試みとしてライオンとワニの鳴き声をラジオで日本全国に生中継を行った。同年5月からは「在園動物の生命祝福と物故動物の追悼を兼ねた動物祭」として第1回動物祭を開催した。動物祭では10日間にわたり動物パノラマ館や愛玩動物の展示場、ドイツにあるハーゲンベック動物園の模型展示などが設置され、ハトポッポ郵便局として伝書鳩による郵便の空輸が行われた。動物祭の様子はラジオで日本全国に生中継が行われた。動物祭の期間中である5月15日には20,317人の有料観覧者を数え、開園以来最多となった。以降、動物祭は毎年行われ、東山への移転までに第5回まで行われた。また、1933年（昭和8年）10月には「世界動物探検博覧会」が開催された。

### 東山公園への移転
観覧者が増加するにつれ、園内は手狭になっていった。1931年には当時の名古屋市長であった大岩勇夫が北王に対して動物園を移転する提案をしたが、進展せずに立ち消えした。1932年に東邦ガスの初代社長であった岡本櫻が植物園建設のために名古屋市に25万円を寄付した。この寄付を機に、名古屋市は動物園を東山に移転して植物園と一体化する計画を立ち上げた。市の内部では植物園と動物園のどちらを駅の近くに設置するか議論が起こり、園長であった北王は、動物園を駅の近くにしないのならば鶴舞から移転しないと主張した。この主張が通り、動物園が駅の近くに設置されることとなった。1935年（昭和10年）4月に東山公園が開園し、同年10月30日には名古屋市会において「動物園移転拡張の件」が可決された。
動物の移動は1937年（昭和12年）1月24日に始まり、28回をかけて3月22日に完了した。動物たちは檻に入れられたうえでトラックで移送された。トラックに乗せることができなかったゾウについては、東山動植物園は特製の檻に入れてトラクター2台で引いて移送したとしている一方で、『中日新聞』は夜中に道路を歩かせて移動させたと報じている。市立名古屋動物園は2月11日に閉園し、3月24日に東山動物園が開園した。

### その後

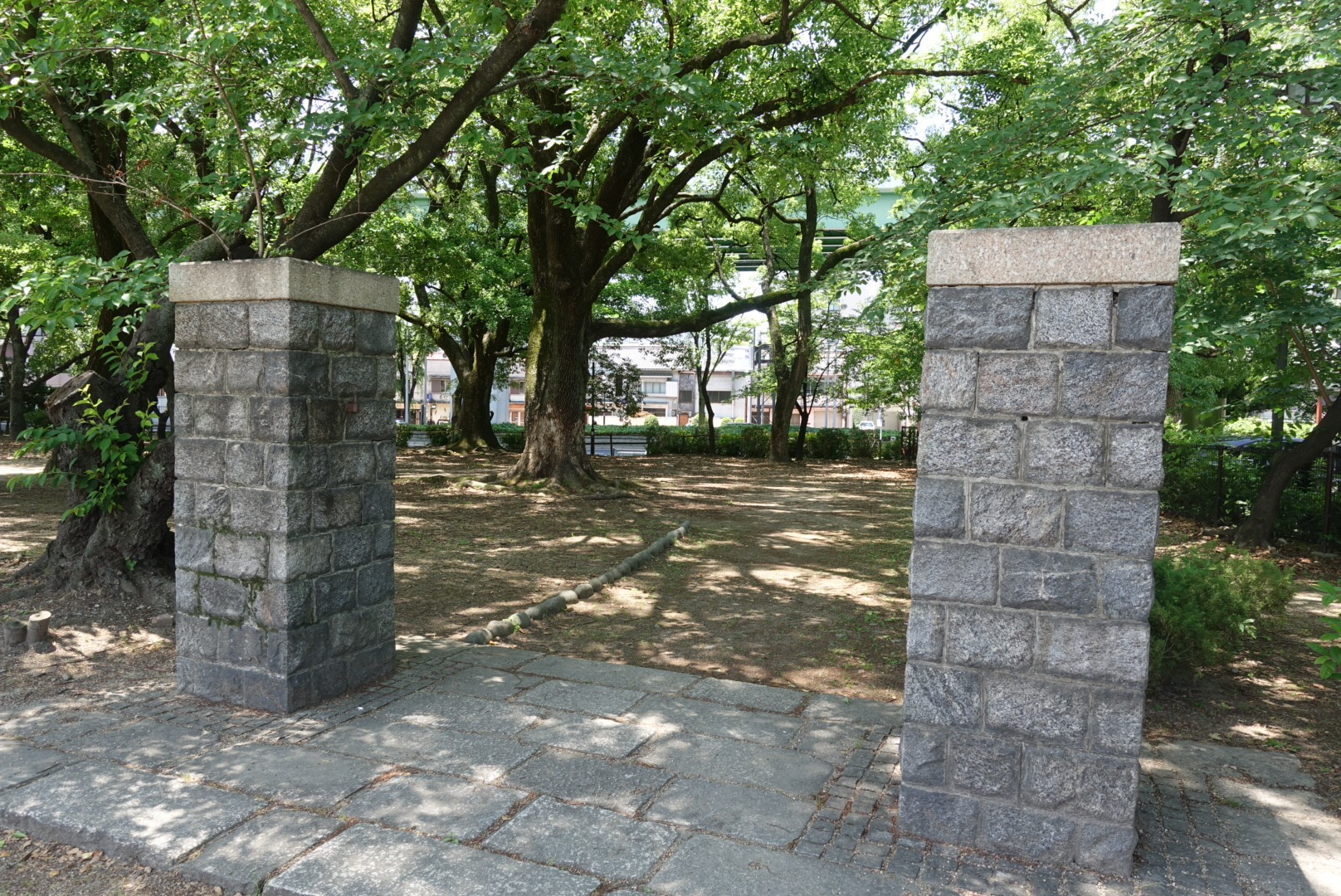
鶴舞公園に残る動物園の門柱

市立名古屋動物園の園長を務めていた北王はそのまま東山動物園の初代園長に就任した。サルは先に東山で飼育されていた別のサルと争いが絶えず、鶴舞公園に戻った。そのため、鶴舞公園内には昭和50年代までこうしたサルを保護するための猿園舎が残された。猿園舎の撤去後には「こどもの広場」が設置された。鶴舞公園には動物園の門が残り、「動物園跡地」と記されている。
2018年4月には市立名古屋動物園の開園100周年を記念したイベントが鶴舞公園で行われた。当時の写真などの展示が行われたほか、一日動物園として鶴舞公園で東山動植物園で飼育されているヤギやモルモットなどの動物の展示が行われた。

## 施設

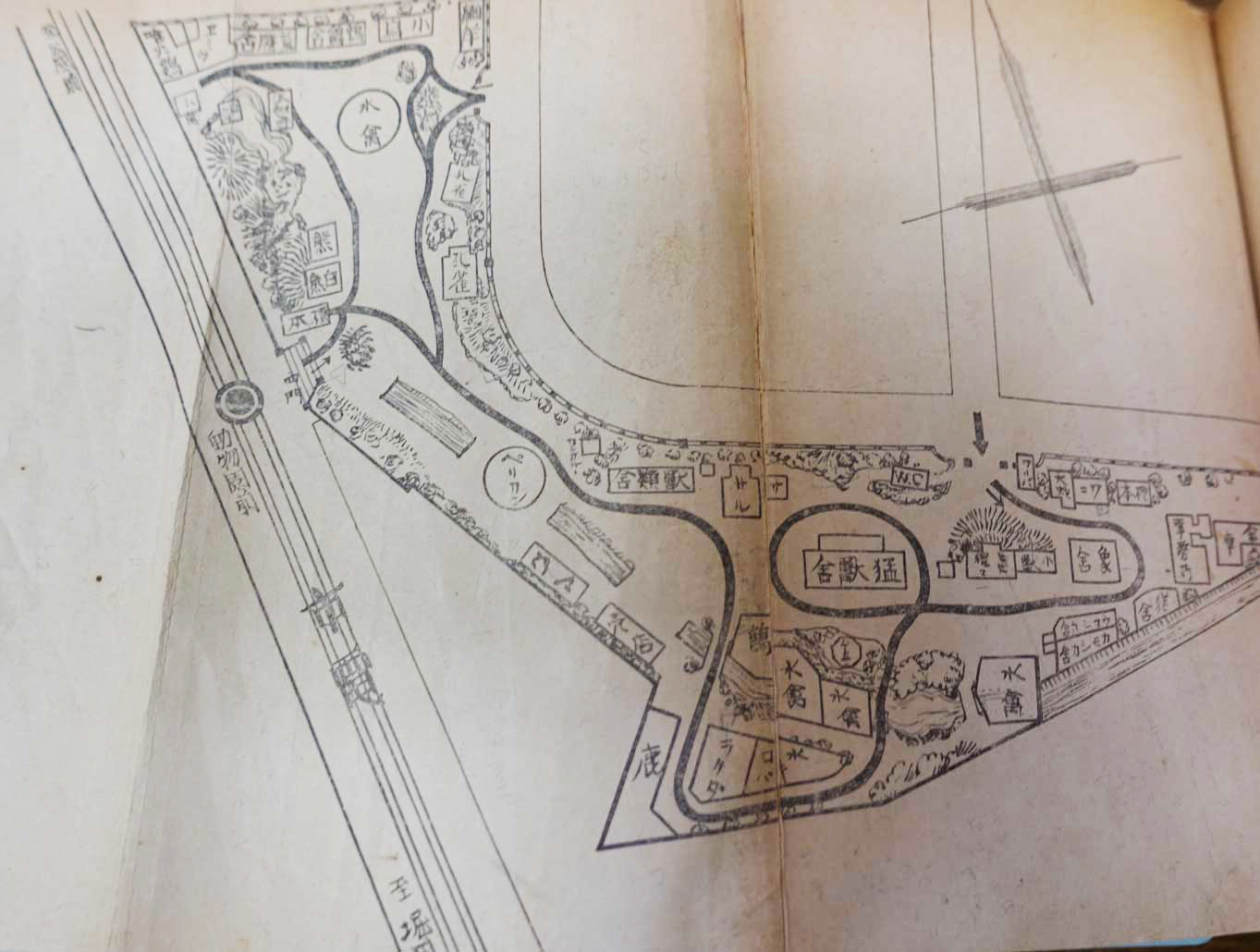
動物園の園内図（1932年）

動物園は鶴舞公園の南西の隅、現在の陸上競技場の南側に位置した。敷地は細長いL字形をしており、敷地面積はおよそ1.2ヘクタールであった。小獣舎や鰐及小猿舎、猛獣舎、獣類舎、羚羊及うましか舎、猿雑居舎、鹿舎、駱駝舎、小禽舎、白孔雀舎、猛禽舎、熊舎が開園当時から設けられており、1919年には孔雀舎と鶴放養場が、1920年には錦蛇舎が、1922年には白熊舎が、1924年には水牛舎と水禽舎が、1925年には水禽舎の2号と水獺舎が、1929年には猩々及猿舎が、1931年にはペリカン舎がそれぞれ建てられた。
1928年に動物園から発行された『市立名古屋動物園要覧』の園内図には「龍」という文字が記されていた。これについて名古屋市鶴舞中央図書館は調査を行い、動物園内に滝があったとする目撃証言などをもとに、「龍」は「瀧（滝）」であったという調査結果を発表する一方で、1935年に行われた動物祭においてクロヒョウやハイエナの獣舎の上に恐竜を描いたパノラマが存在したことも明らかとなった。

## 動物
開園時には184種481点の動物が飼育されていた。その内訳は「獣類79頭、鰐類2頭、鳥類273羽、亀類27頭、蛇類48頭、魚類52尾」だった。開園直後にはライオンを1頭購入したほか、トラやゾウ、クマといった大型動物も飼育動物に加わり、飼育動物は最大で250種800点となった。このうち、1925年9月に摂政宮から樺太産のクマ1頭が送られた。このクマは1927年11月に死亡して騒ぎとなったが宮内庁からの咎めはなく、同月には天皇からラオス産のサル2頭が送られた。1936年には樺太庁からオットセイ4頭が送られた。1921年に購入したインドゾウの「花子」は動物園で一番の人気者だったという。また、1928年に来園したオランウータンの「正吉」は自転車に乗る芸で観客の人気を集めた。動物園は動物の寄贈も受け入れており、1928年には愛知県立第一師範学校附属小学校で生まれた双頭のカメが動物園に寄贈された。動物園ではヒョウやライオンの繁殖も行われていた。

## 入園者数の推移
| 年度               | 入園者数（人） | 入園料収入（円） | 出典   |
| ------------------ | -------------- | ---------------- | ------ |
| 1918年（大正7年）  | 547,483        | 21,164           | [ 34 ] |
| 1919年（大正8年）  | 595,742        | 19,744           | [ 34 ] |
| 1920年（大正9年）  | 555,446        | 22,142           | [ 34 ] |
| 1921年（大正10年） | 589,337        | 24,144           | [ 34 ] |
| 1922年（大正11年） | 575,017        | 24,312           | [ 34 ] |
| 1923年（大正12年） | 536,656        | 22,120           | [ 34 ] |
| 1924年（大正13年） | 581,590        | 25,098           | [ 34 ] |
| 1925年（大正14年） | 538,501        | 22,073           | [ 34 ] |
| 1926年（昭和元年） | 498,646        | 20,647           | [ 34 ] |
| 1927年（昭和2年）  | 517,218        | 21,293           | [ 34 ] |
| 1928年（昭和3年）  | 2,265,170      | 13,515           | [ 34 ] |
| 1929年（昭和4年）  | 399,628        | 30,970           | [ 34 ] |
| 1930年（昭和5年）  | 386,162        | 28,044           | [ 34 ] |
| 1932年（昭和7年）  | 419,160        | 33,034           | [ 35 ] |
| 1933年（昭和8年）  | 541,218        | 42,617           | [ 35 ] |
| 1934年（昭和9年）  | 644,137        | 51,356           | [ 35 ] |
| 1935年（昭和10年） | 652,971        | 51,368           | [ 35 ] |
| 1936年（昭和11年） | 633,059        | 52,812           | [ 35 ] |